# Ali Karimi
Pour les articles homonymes, voir Karimi.
Mohammad Ali Karimi Pashaki (persan : محمدعلی کریمی پاشاکی), né le 8 novembre 1978 à Karaj, est un footballeur international iranien , jouant au poste de milieu de terrain offensif, reconverti entraîneur.
Surnommé le magicien, ses capacités de dribbles ont fait de lui un joueur à la renommée internationale.

## Biographie
Le 15 août 2010, un an après son exclusion à vie de l'équipe nationale, Ali Karimi est limogé par son club de Steel Azin sous prétexte de ne pas avoir observé le jeûne du ramadan, ce que le joueur dément,,. À 31 ans, parfois surnommé "le Maradona asiatique", Karimi est alors le second joueur le plus titré et le troisième meilleur buteur de l'équipe iranienne. Le 25 août, suspendu pour les deux derniers matchs de son équipe, le joueur est condamné à une amende de 400 millions de rials (30 000 euros).
En janvier 2011, Karimi prend part à un match de gala face au Milan AC avec l'Al-Ahli, club où il évolue de 2001 à 2005. Cela ne plaît pas aux dirigeants de Steel Azin. Dès le lendemain, dans une interview au quotidien Arman, le manager du club Saden Dorudgar annonce le licenciement du joueur.
Le 31 janvier 2011, le dernier jour du mercato, Karimi s'engage avec le FC Schalke 04 de Felix Magath, déjà croisé au Bayern Munich entre 2005 et 2007, et signe un contrat de cinq mois.

### En équipe nationale
En 2008, Ali Karimi critique la fédération iranienne, est exclu une première fois de l'équipe national mais est récupéré « politiquement » par le président Ahmadinejad.
Le 17 juin 2009, lors d'un match qualificatif pour le Mondial 2010 à Séoul contre la Corée du Sud retransmis à la télévision iranienne, Ali Karimi et des coéquipiers arborent des bracelets verts en soutien à l'opposition menée par Mir Hossein Moussavi, à la suite des votes contestés de l'élection présidentielle iranienne de 2009,,,. À son retour à Téhéran, Karimi est exclu à vie de la sélection, comme six autres joueurs, par les autorités iraniennes,. Sauvé par la FIFA[Comment ?], Karimi revient une nouvelle fois, mais se heurte de nouveau au pouvoir[Comment ?].
En 2013, Ali Karimi prend sa retraite internationale. Malgré les tentatives du sélectionneur de l'Iran Carlos Queiroz, le milieu de terrain ne revient pas sur sa décision pour la Coupe du monde 2014.

## Carrière de joueur
- 1996-1998 : Fath FC  Iran
- 1998-2001 : Pirouzi Teheran  Iran
- 2001-2005 : Al Ahly Dubaï  Émirats arabes unis
- 2005-2007 : Bayern Munich  Allemagne
- 2007-2008 : Qatar SC  Qatar
- 2008-2009 : Persépolis Téhéran  Iran
- 2009-jan. 2011 : Steel Azin  Iran
- jan. 2011-juin 2011 : FC Schalke 04  Allemagne
- 2011-2013 : Persépolis Téhéran  Iran
- 2013-2014 : Tractor Sazi  Iran

## Palmarès
En août 2010, parfois surnommé "le Maradona asiatique", Karimi est alors le second joueur le plus titré et le troisième meilleur buteur de l'équipe iranienne.
- 120 sélections et 39 buts avec l'équipe d'Iran depuis l'année 1998.
- Champion d'Allemagne en 2006.
- Vainqueur de la Coupe d'Allemagne en 2006.
- Élu meilleur joueur d'Asie en 2004.

## Carrière d'entraineur
- 2013-2014 : Tractor Sazi  Iran